# Rota di Firenze
La rota di Firenze, inizialmente chiamata consiglio di giustizia fu un tribunale istituito nella Repubblica di Firenze nel 1502. Precedentemente ad essa la giustizia nella signoria fiorentina era amministrata da due corti, una facente parte dell'ufficio del Podestà e l'altra del Capitano del Popolo; entrambe erano formate da giudici forestieri, spesso più esperiti di faccende militari che di diritti, in carica solitamente per un anno.
La nascita della rota fu dovuta proprio all'esigenza di avere un unico tribunale centralizzato in cui sedevano giudici dotti in diritto comune dal mandato pluriennale (tre anni) in modo da avere una maggiore stabilità. Inoltre, l'altra grande novità rispetto al passato, fu quella dell'obbligo per i giudici di motivare le sentenze in modo esplicito, una pratica innovativa per il tempo in quanto sconosciuta al diritto del medioevo. Così si cercava di mettere un freno all'arbitrarietà dei giudici e alla parzialità delle sentenze, aspetti tipici del diritto dell'epoca.
Il fatto che la rota fiorentina fosse composta da giudici esperti di diritto contribuì sostanzialmente al declino della pratica dei Consilia Sapientis, ovvero quei pareri usualmente fornivano i giuristi delle università medievali ai giudici non istruiti nel diritto.